# Гуселітовська сільська рада
Гуселі́товська сільська рада (рос. Гуселетовский сельский совет) — сільське поселення у складі Романовського району Алтайського краю Росії.
Адміністративний центр та єдиний населений пункт — село Гуселітово.

## Населення
Населення — 803 особи (2019; 955 в 2010, 1111 у 2002).